# Сирфонтен ан Орноа
Сирфонтен ан Орноа (фр. Cirfontaines-en-Ornois) насеље је и општина у североисточној Француској у региону Шампањ-Арден, у департману Горња Марна која припада префектури Сен Дизје.
По подацима из 2011. године у општини је живело 74 становника, а густина насељености је износила 5,3 становника/km². Општина се простире на површини од 13,95 km². Налази се на средњој надморској висини од 450 метара.

## Демографија
| 1962. | 1968. | 1975. | 1982. | 1990. | 1999. | 2011. |
| ----- | ----- | ----- | ----- | ----- | ----- | ----- |
| 111   | 122   | 98    | 111   | 96    | 81    | 74    |

График промене броја становника у току последњих година